# 宜兴乡
宜兴乡，是中华人民共和国山西省大同市广灵县下辖的一个乡镇级行政单位。

## 行政区划
宜兴乡下辖以下地区：
西宜兴村、屯堡村、东宜兴村、宜兴庄村、苍耳洼村、南房村、三间房村、直峪村、邵家庄村、张家湾村、东沙沟村、冯家沟村、南阁崖村、探堡村、聂家沟村、上麻地沟村和下麻地沟村。